# 碘酸汞
碘酸汞是二价汞的碘酸盐，化学式为Hg(IO3)2。

## 制备及性质
碘酸汞可由硝酸汞和碘酸钠反应得到：
Hg(NO3)2 + 2 NaIO3 → Hg(IO3)2 + 2 NaNO3
碘酸汞受热分解，生成HgI2和O2，迅速加热可引发爆炸性分解。